# Некромантик
«Некрома́нтик» (нем. Nekromantik) — предельно натуралистичный фильм немецкого некрореалиста Йорга Буттгерайта. Фильм запрещён в Австралии и ряде других стран.
В 1991 году был снят сиквел фильма — «Некромантик 2».

## Сюжет
Молодой парень Роберт — некрофил. Он работает в команде, собирающей трупы после катастроф. Дома у него коллекция внутренних человеческих органов в формалине. С работы домой он приносит «заныканные» кусочки жертв, где вместе со своей подружкой, такой же некрофилкой, предаётся сексуальным утехам, возбуждая страсть мертвечиной. Но когда он теряет работу, а тем самым и доступ к мертвечине, всё выходит за обычные рамки его закрытой жизни.

## В ролях
- Дактари Лоренц — Роберт Шмадтке
- Беатрис М. — Бетти
- Харалд Лундт — Бруно
- Коллосео Шульцендорф — служащий агентства по очистке улиц
- Хенрик Бёк — служащий агентства по очистке улиц
- Клеменс Швендер — служащий агентства по очистке улиц
- Йорг Буттгерайт — служащий агентства по очистке улиц
- Хольгер Зур — служащий агентства по очистке улиц
- Фолькер Хауптфогель — мужчина с ружьём
- Харальд Вайс — убитый в саду
- Патрисия Лайпольд — проститутка
- Эльке Фукс — проститутка
- Маргит Им Шлаа — проститутка
- Зуза Кольштедт — Вера